# Битри, Лули
Лульета Битри (алб. Luljeta Bitri, более известная под своим сценическим псевдонимом Лули Битри алб. Luli Bitri; род. 27 июня 1976 года, Лушня, Албания) — албанская актриса, режиссёр и продюсер.

## Биография
Лули Битри родилась в Лушне, Албания, и выросла в Тиране. Она начала изучать медицину, но ее страсть к искусству заставила её бросить медицину после первого курса. Лули Битри изучала драматургию в Академии Изящных Искусств в Тиране, Албания, получив диплом профессионального актера в 2004 году. Будучи студентом, Битри снялся во многих короткометражных и художественных фильмах и театральных пьесах. Она начала свою международную карьеру с фильма режиссера Димитра Анагности, затем снялась в фильмах «Живой!» и «Амнистия». С последними двумя фильмами она вошла в список албанских заявок на премию «Оскар» в номинации Лучший фильм на иностранном языке в 2009 и 2011 годах. В 2018 году она играет в фильме «Holy Boom» режиссера Марии Лафи.